# Anton Ferdinand von Rothkirch und Panten
Anton Ferdinand von Rothkirch und Panten (ur. 9 lipca 1739 w Starowicach Dolnych koło Grodkowa, zm. 21 kwietnia 1805 we Wrocławiu) – biskup pomocniczy wrocławski w latach 1781–1805, administrator pruskiej części diecezji wrocławskiej w latach 1781–1795.

## Życiorys
Studiował we Wrocławiu uzyskując magisterium z filozofii. W 1756 r. został kanonikiem wrocławskim. W latach 1757–1769 studiował w Collegium Germanicum w Rzymie i uzyskał doktorat. W 1773 r. we Wrocławiu przyjął święcenia kapłańskie. W 1774 r. został dziekanem kolegiaty św. Krzyża we Wrocławiu i św. Jakuba w Nysie. Po śmierci biskupa Jana Maurycego Strachwitza na życzenie władz pruskich został w 1781 r. sufraganem wrocławskim i administratorem pruskiej części diecezji wrocławskiej. Po śmierci biskupa Schaffgotscha w 1795 r. zakończył urzędowanie jako administrator. Władze państwowe zamierzały go uczynić zarządcą wcielonych do Prus ziem polskich, ale Rothkirch odmówił z powodu złego stanu zdrowia. Zmarł we Wrocławiu i został pochowany w katedrze.